# Francesco Mariotti
 Francesco Mariotti (* 13. April 1943 in Bern) ist ein Schweizer Objekt-, Installations- und Lichtkünstler. Er lebt und arbeitet in Zürich.

## Leben und Werk

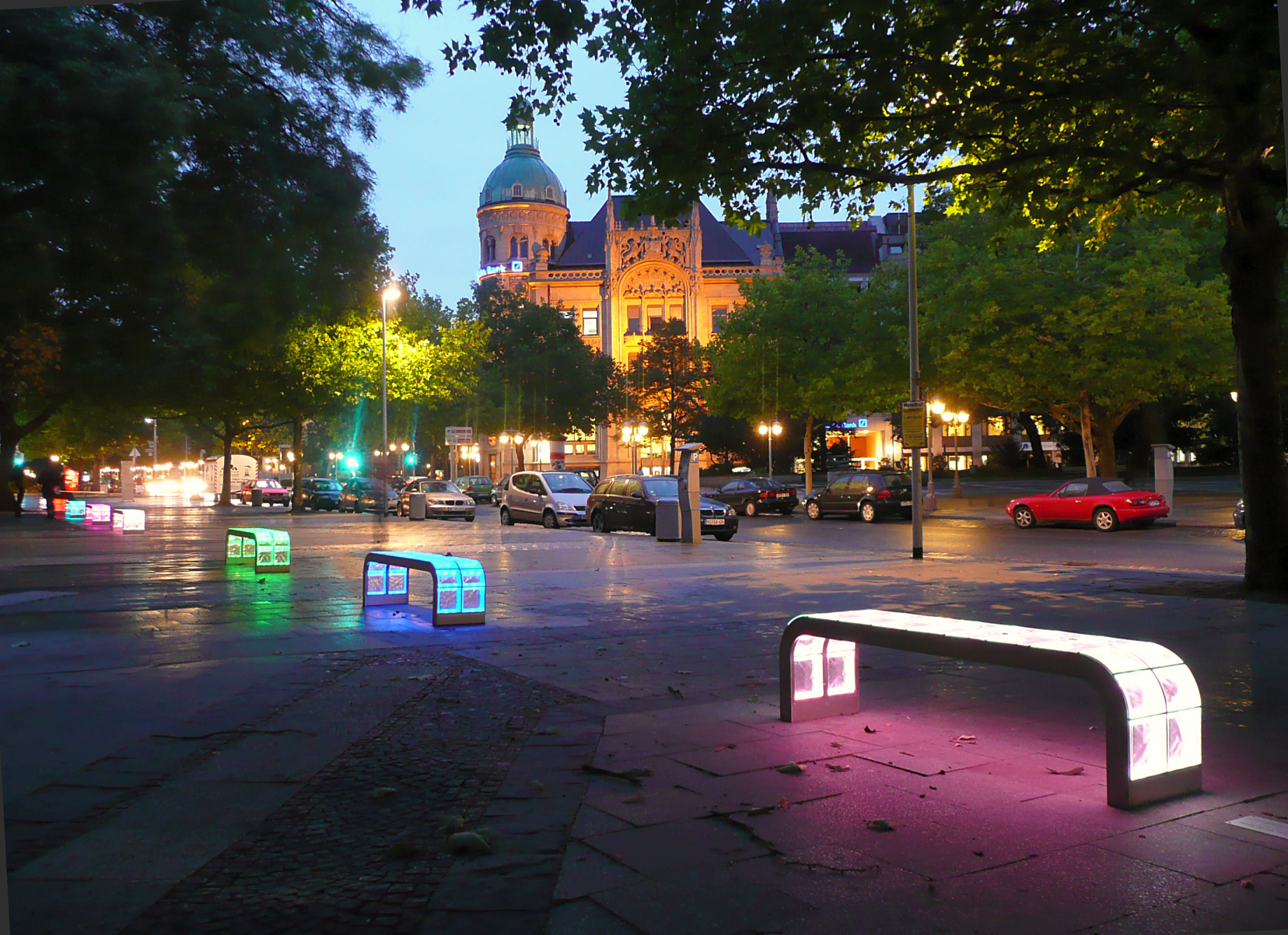
Francesco Mariottis „Licht-Kunst-Bänke“ wurden 2005 auf dem Georgsplatz in Hannover aufgestellt

Francesco Mariotti wurde 1943 in Bern in der Schweiz geboren und wuchs von 1953 bis 1961 in Lima in Peru auf. Er studierte von 1965 bis 1966 an der École des Beaux Arts in Paris und von 1966 bis 1969 an der Hochschule für bildende Künste in Hamburg. Von 1977 bis 1978 war Mariotti Dozent an der Kunsthochschule in Lima und betreute bis zum Jahr 1980 zahlreiche Projekte von Kunst und Kultur in Peru. Von 1982 bis 1987 war er Generalsekretär des Video Art Festivals von Locarno.
Die Kunst von Francesco Mariotti hat einen sowohl intellektuellen, als auch poetisch-ästhetischen und politischen Anspruch. Obwohl das Erscheinungsbild seines Werkes eher technischer Natur ist, tragen seine Objekte und Installationen so poetische Namen wie: Stella Nera, Superlucciola, Canto cuántico, Sacramora oder El Jardin Híbrido. 

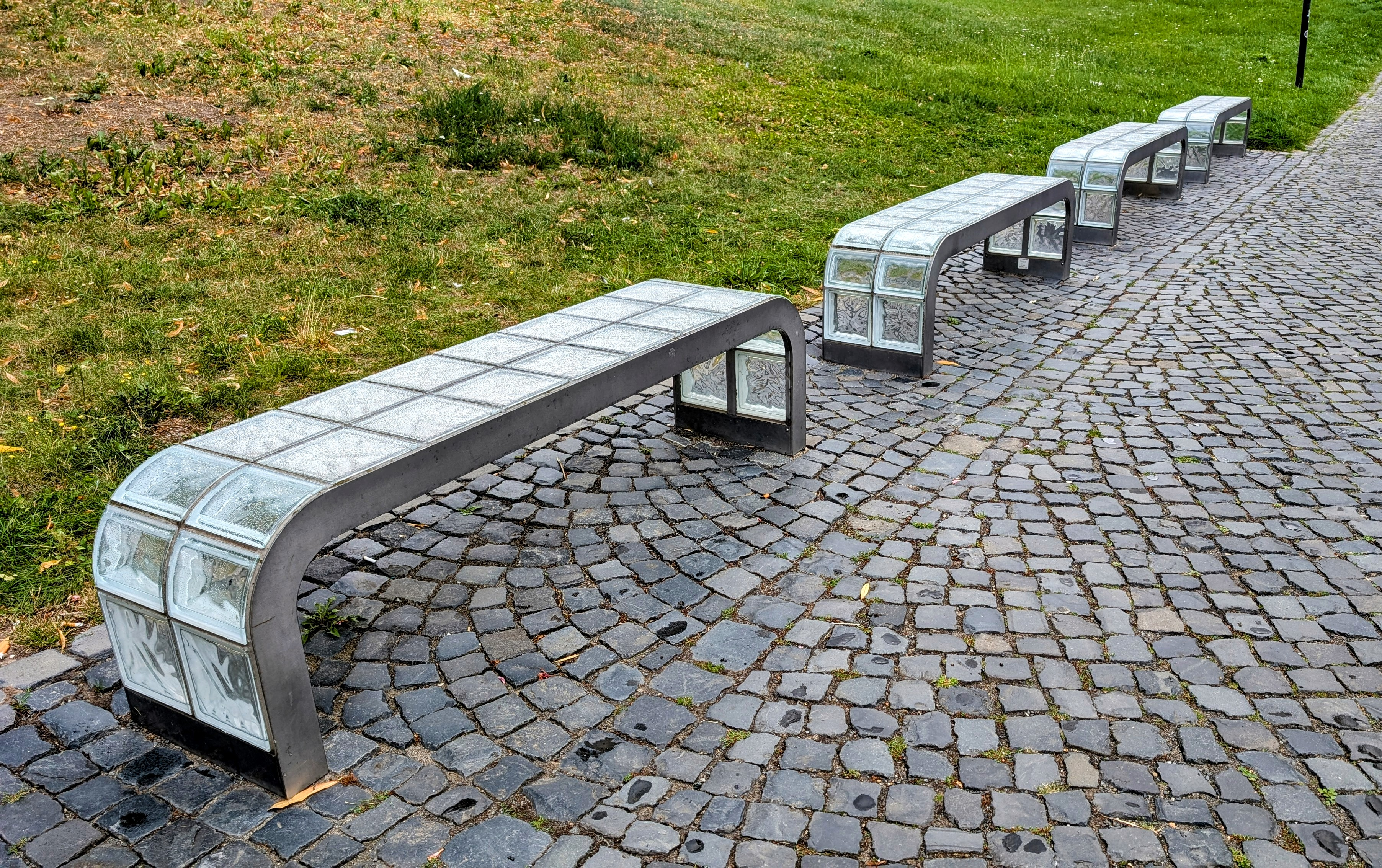
Lichtbänke (Francesco Mariotti) in Hildesheim vor dem RPM

Seine ersten Einzelausstellungen hatte er in der Galerie Stummer + Hubschmid in Zürich. Im Jahr 1968 arbeitete er erstmals mit Klaus Geldmacher zusammen, mit einer gemeinsamen Licht-Ton- und Bewegungs-Installation waren sie in diesem Jahr auf der 4. documenta in Kassel vertreten. Die Zusammenarbeit wurde zu verschiedenen Zeitpunkten wiederholt.

## Wichtige Ausstellungen (Auswahl)
- 1968: 4. documenta, Kassel
- 1969: X. Biennale von São Paulo, Brasilien
- 1970: ART 70, Basel
- 1972/1979: Biennale von Medellín, Kolumbien
- 1986: Festival di Arte elettronico von Camerino, Italien
- 1990: Galerie Mars, Moskau;Kulturzentrum Belgrad, Jugoslawien; EXPO Garden & Greenery, Osaka, Japan, mit Klaus Geldmacher, „LUCCIOLA“
- 1994 / 1998: Europäisches Kulturzentrum in Erfurt
- 1996: Museo de Bellas Artes, Caracas, Venezuela; Museo de Arte, Lima; Ernesto de la Càrcova, Buenos Aires
- 1998: Kunststiftung Celle
- 1999: Encuentro Internacional de Arte, Oviedo, Spanien
- 2002: Lichtrouten Lüdenscheid
- 2006: GLOW Eindhoven
- 2009: Smart Light, Sydney, Australien
- 2010: i-light Marina Bay, veranstaltet von: Smart Light Singapore (SLS), Singapur